# Неравенство Фишера
Неравенство Фишера — это необходимое условие существования сбалансированной неполной блок-схемы, то есть системы подмножеств, которые удовлетворяют определённым предписанным условиям в комбинаторной математике. Неравенство описал Рональд Фишер, специалист по популяционной генетике и статистике, который изучал планирование эксперимента, изучая различия среди некоторых отличающихся разновидностей растений при различных условиях произрастания, называемых блоками.
Пусть:
- {\displaystyle v} будет числом разновидностей растений;
- {\displaystyle b} будет числом блоков.

Чтобы быть сбалансированной неполной блок-схемой, необходимо, чтобы:
- {\displaystyle k} различных разновидностей в каждом блоке, {\displaystyle 1\leqslant k<v}, никакая разновидность не встречается дважды в блоке
- любые две разновидности встречаются вместе ровно в {\displaystyle \lambda } блоках
- каждая разновидность встречается ровно в {\displaystyle r} блоках.

Неравенство Фишера утверждает, что
{\displaystyle b\geqslant v}.

## Доказательство
Пусть матрица смежности {\displaystyle \mathbf {M} } является {\displaystyle v\times b} матрицей, определённой так, что {\displaystyle \mathbf {M} _{i,j}} равен 1, если элемент {\displaystyle i} содержится в блоке {\displaystyle j}, и 0 в противном случае. Тогда {\displaystyle \mathbf {B} =\mathbf {MM} ^{T}} является {\displaystyle v\times v} матрицей, такой, что {\displaystyle \mathbf {B} _{i,i}=r} и {\displaystyle \mathbf {B} _{i,j}=\lambda } для {\displaystyle i\neq j}. Поскольку {\displaystyle r\neq \lambda ,det(\mathbf {B} )\neq 0}, так что {\displaystyle rank(\mathbf {B} )=v}. С другой стороны, {\displaystyle rank(\mathbf {B} )\leqslant rank(\mathbf {M} )\leqslant b}, так что {\displaystyle v\leqslant b}.

## Обобщение
Неравенство Фишера верно для более общих классов блок-схем. Попарно сбалансированная схема (ПСС, англ. pairwise balanced design, PBD) — это множество {\displaystyle X} вместе с семейством непустых подмножеств {\displaystyle X} (которые не обязательно должны быть одного размера и могут содержать повторения), такое, что любая пара различных элементов {\displaystyle X} содержится точности в {\displaystyle \lambda } (положительное целое число) подмножествах. Множеству {\displaystyle X} разрешено быть одним из подмножеств и, если все подмножества являются копиями {\displaystyle X}, ПСС называется «тривиальной». Пусть размер множества {\displaystyle X} равно {\displaystyle v}, а число подмножества в семействе (учитывая кратность) равно {\displaystyle b}.
Теорема: Для любой нетривиальной ПСС {\displaystyle v\leqslant b}.
Этот результат обобщает теорему де Брёйна — Эрдёша:
Для ПСС с {\displaystyle \lambda =1}, не имеющей блоков размера 1 или размера {\displaystyle v,v\leqslant b}, с равенством тогда и только тогда, когда ПСС является проективной плоскостью или почти пучком (что означает, что в точности {\displaystyle n-1} точек коллинеарны).
В другом направлении, в 1975 году Рэй Чадхури и Вильсон доказали, что в схеме {\displaystyle 2s-(v,k,\lambda )} число блоков не меньше {\displaystyle {\binom {v}{s}}}.